# 蛙と牛

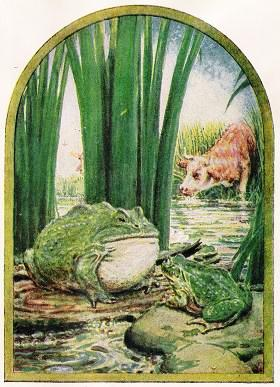
蛙と牛（1918年）

「蛙と牛」（かえるとうし）はイソップ寓話の一篇。ペリー・インデックスの376番。蛙が牛をまねようとして腹をふくらませる話で、身の程を知らぬ慢心を戒める内容になっている。

## あらすじ
ホラティウスとバブリオスのものは大体同内容で、それによれば牛が子蛙を踏みつぶしてしまう。生きのこった子蛙が母蛙に大きな獣につぶされたことを伝えると、母蛙はその獣がどのくらい大きかったかを知るために自分の腹をふくらませて見せるが、子蛙は実際の大きさに近づく前に腹が破裂してしまうと言って止める。
パエドルス版では、牛を見てその大きさに嫉妬した母蛙が自分の腹をふくらませ、子蛙に自分が牛より大きくなったか尋ねるが、子蛙たちは否定する。母蛙はさらに腹をふくらませようとする。これをくり返すうちに母蛙は体が破裂して死んでしまう。

## 教訓
パエドルス版には「力のない者が力のある者をまねようと望むと滅んでしまう」という教訓がつけられている。

## 伝承

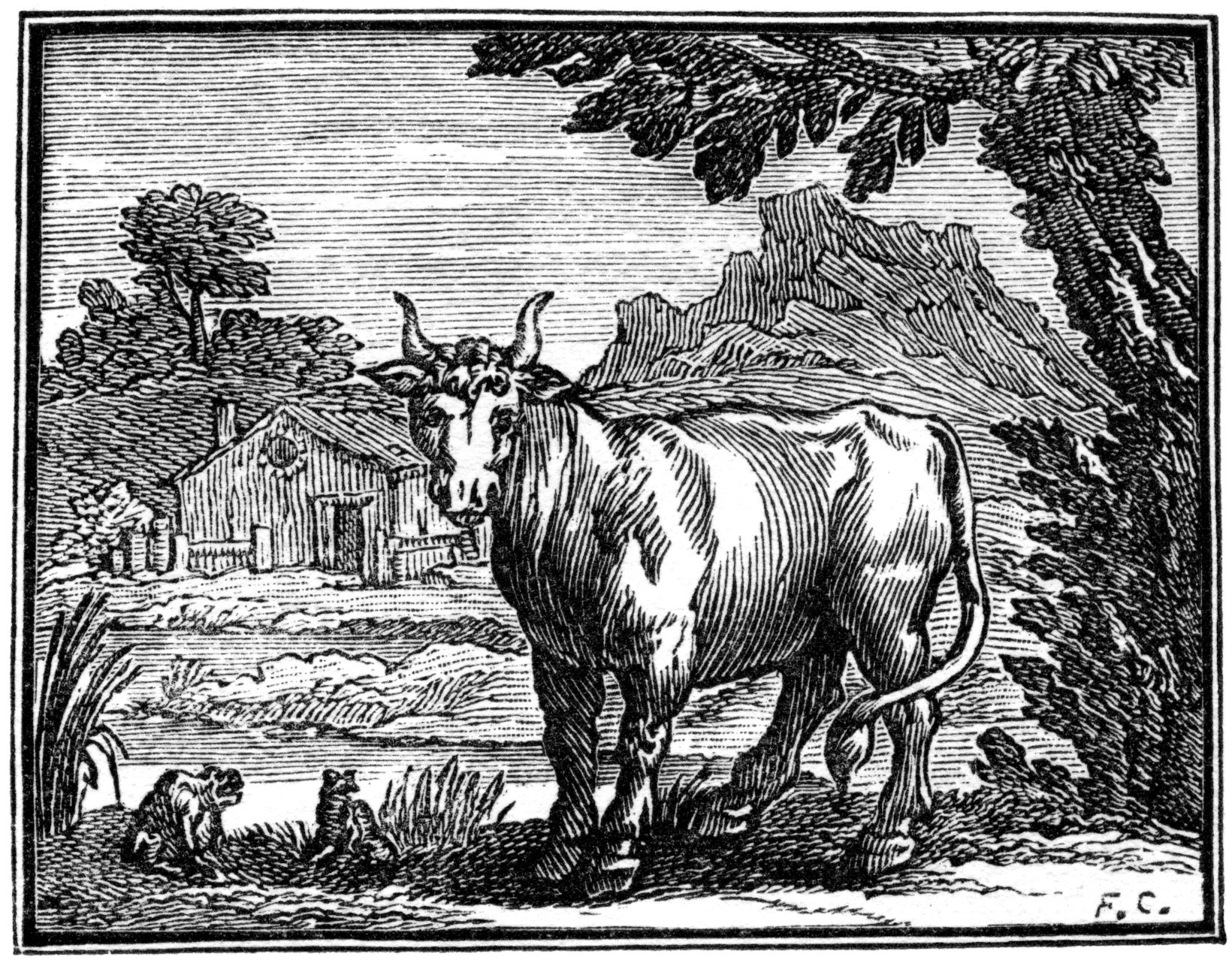
ラ・フォンテーヌ版の挿絵

パエドルス版は中世の散文によるロムルス集を経て15世紀にハインリヒ・シュタインヘーヴェル (de:Heinrich Steinhöwel) によって編集出版された。シュタインヘーヴェル版は1483年ごろにジュール・マショーによってフランス語に翻訳され、ウィリアム・カクストンは1484年にマショーの本を英語に重訳した。マショーおよびカクストン版の「蛙と牛」では最後の部分が母蛙を牛が踏みつけて破裂させるように改変されている。
17世紀のラ・フォンテーヌの寓話詩において「牛なみの大きさになろうとする蛙」 (fr:La Grenouille qui se veut faire aussi grosse que le bœuf) は3番目に置かれ、貴族の真似をしたがるブルジョワ（現代の意味ではなく平民の意）などはこの話の蛙のようなものだと説く。
日本では江戸初期の『伊曽保物語』下巻に「蛙と牛の事」という題で載せられている。近代では慶応4年（1868年）の『遠近新聞（おちこちしんぶん）』15号に見えている。渡部温『通俗伊蘇普物語』に収録されて以来、教科書にたびたび採用されて広く知られた。なお『通俗伊蘇普物語』の原書であるトーマス・ジェームズ版の「蛙と牛」(The Frog and the Ox)の話は基本的にパエドルスによっているが、ホラティウスやバブリオスの要素も混用されている。